# Кляке
Кляке (хорв. Kljake) — населений пункт у Хорватії, у Шибеницько-Книнській жупанії у складі громади Ружич.

## Населення
Населення за даними перепису 2011 року становило 261 осіб.
Динаміка чисельності населення поселення:

## Клімат
Середня річна температура становить 12,78 °C, середня максимальна – 27,42 °C, а середня мінімальна – -1,48 °C. Середня річна кількість опадів – 878 мм.
| Клімат поселення                              | Клімат поселення | Клімат поселення | Клімат поселення | Клімат поселення | Клімат поселення | Клімат поселення | Клімат поселення | Клімат поселення | Клімат поселення | Клімат поселення | Клімат поселення | Клімат поселення | Клімат поселення |
| Показник                                      | Січ.             | Лют.             | Бер.             | Квіт.            | Трав.            | Черв.            | Лип.             | Серп.            | Вер.             | Жовт.            | Лист.            | Груд.            |                  |
| Середній максимум, °C                         | 9,07             | 9,75             | 12,84            | 16,47            | 21,27            | 25,12            | 27,42            | 27,19            | 22,35            | 17,74            | 12,52            | 9,37             |                  |
| Середня температура, °C                       | 3,80             | 4,47             | 7,56             | 11,20            | 16,00            | 19,84            | 23,06            | 22,84            | 17,99            | 13,37            | 8,15             | 5,02             |                  |
| Середній мінімум, °C                          | −1,48            | −0,8             | 2,30             | 5,93             | 10,72            | 14,58            | 18,71            | 18,47            | 13,65            | 9,02             | 3,80             | 0,66             |                  |
| Норма опадів, мм                              | 73               | 64               | 70               | 76               | 64               | 62               | 41               | 53               | 80               | 93               | 110              | 92               |                  |
| Середньомісячна швидкість вітру, м/с          | 2.28             | 2.51             | 2.68             | 2.59             | 2.32             | 2.06             | 2.07             | 1.93             | 2.10             | 2.17             | 2.55             | 2.54             |                  |
| Середньомісячна сонячна радіація, кДж/м²·день | 5427             | 8198             | 11793            | 16246            | 20004            | 22571            | 24192            | 21351            | 15845            | 10345            | 5827             | 4621             |                  |
| --------------------------------------------- | ---------------- | ---------------- | ---------------- | ---------------- | ---------------- | ---------------- | ---------------- | ---------------- | ---------------- | ---------------- | ---------------- | ---------------- | ---------------- |
| Джерело:                                      |                  |                  |                  |                  |                  |                  |                  |                  |                  |                  |                  |                  |                  |